# Dreamfall: The Longest Journey
Dreamfall - The Longest Journey (norska: Drømmefall: Den lengste reisen) är ett äventyrsspel med actioninslag, utvecklat av det norska företaget Funcom. Spelet släpptes våren 2006 och finns i versioner för Windows och Xbox. 
Spelet är en uppföljare till 1999 års Den längsta resan och utspelar sig 10 år efter händelserna i det första spelet. Spelets handling fokuserar på de tre karaktärernas Zoë Castillo, April Ryan, och Kian Alvane som bor i de parallella världarna Stark, en högt avancerad teknologisk värld; och Arcadia, en värld fylld av magi. April var det första spelets protagonist, medan de andra två har tillkommit i denna delen. 
Handlingen handlar till största delen om Zoë, en 20-årig tjej från Casablanca, Stark; vars efterforskningar om hennes före detta pojkväns försvinnande och andra mystiska händelser leder henne till April. Samtidigt i Arcadia för April en strid mot det onda Empire of Azadi medan Kian, en Azadisk elitsoldat, sänds för att lönnmörda henne. Det förekommer karaktärer från föregångaren, så som Brian Westhouse och Gordon Halloway, men att spela "Den längsta resan" är inget krav för att förstå handlingen.